# Biosteres scabriculus
Biosteres scabriculus är en stekelart som först beskrevs av Wesmael 1835.  Biosteres scabriculus ingår i släktet Biosteres och familjen bracksteklar. Inga underarter finns listade.